# Caeruleuptychia glauca
Espèce
Caeruleuptychia glauca est une espèce de papillons de la famille des Nymphalidae et de la sous-famille des Satyrinae et du genre Caeruleuptychia.

## Dénomination
Caeruleuptychia glauca a été décrit par l'entomologiste Gustav Weymer en 1911, sous le nom initial d' Euptychia divina.

## Écologie et distribution
Caeruleuptychia glauca est présent en Bolivie.

### Protection
Pas de statut de protection particulier